# 帕维尔·格拉乔夫
帕維爾·謝爾蓋耶维奇·格拉契夫（羅馬化：Pavel Sergeyevich Grachyov；1948年1月1日—2012年9月23日）是一位俄羅斯軍事人物，最高軍階為大將，於1992至1996年期間任俄羅斯聯邦國防部長，擁有蘇聯英雄榮譽頭銜。在國防部長任期裡，由於俄羅斯軍隊在車臣戰爭中的軍事無能以及其接踵不斷的貪污醜聞，致使格拉契夫飽受批評和指控。

## 生涯

### 蘇聯時期
格拉契夫於1948年出生於蘇聯俄羅斯图拉州，於1965年加入蘇聯陸軍的空降部隊，畢業於梁赞空降軍事指揮學校。1970年代，格拉契夫接連指揮過排、連和營級單位，後進入了伏龍芝軍事學院和總參謀部軍事學院就讀，於1981年畢業。阿富汗戰爭期間，格拉契夫曾於1981年至1983年負責指揮一個空降團，在戰爭最後一年還指揮過第103近衛空降師。
1990年12月，格拉契夫被任命為蘇聯空降軍總司令。1991年8月至12月，就在蘇聯解體期間，格拉契夫被任命為蘇聯國防部副部長。

### 俄羅斯聯邦時期
1990年代前期至中期，格拉契夫成了俄羅斯總統鲍里斯·尼古拉耶维奇·叶利钦最親密的一位朋友。1991年，蘇聯發生了「八一九事件」，格拉契夫涉入其中，為叶利钦的支持者。1992年5月，格拉契夫被任命為俄羅斯聯邦國防部長。1993年，俄羅斯又發生了宪政危机，格拉契夫表態支持葉爾欽，為此事件的關鍵人物之一。1994年11月，葉爾欽稱格拉契夫為「十年來最好的國防部長」。
1994年格拉契夫和東正教大牧首阿列克謝二世簽訂了一項協議，這也正式宣佈俄軍將會與東正教會攜手合作，會這麼做的原因其實是受819事件影響，軍人們對於軍隊和國家的忠誠陷入迷惘，另外民眾對於軍隊的信任也跌落谷底，此時，俄軍為了要凝聚軍心，增強軍隊戰鬥意志，同時也要挽回形象，他們選擇依靠宗教。
1994年至1996年期間，俄羅斯境內發生了「第一次車臣戰爭」，格拉契夫為戰爭的中心人物，也是想「以武力恢復憲政秩序」、派遣軍隊鎮壓車臣共和國分離主義的始作俑者之一，戰前他還聲稱：「僅需派遣一個空降團，幾小時就能輾平叛軍。」據傳，格拉契夫本人在戰爭期間的1995年1月1日還在自己的生日宴會上喝到爛醉，而此時的俄軍正在格羅茲尼戰役中步步維艱、損失慘重。美國《時代》雜誌於1995年有如下評論：「格拉契夫曾於近期說過『只有不稱職的指揮官才會把戰車開上格羅茲尼的街道，它們會成了良好的靶子』......然而12月底時，他卻這樣做了。」最終，1996年7月，就在葉爾欽結束了俄羅斯總統大選後，他解除了因戰事而焦頭爛額的格拉契夫職務。戰爭很快地結束了，雙方都承受了巨大的傷亡。
1997年12月，格拉契夫任俄罗斯国防出口公司高級軍事顧問。2007年4月25日，格拉契夫被該公司開除。
2012年9月23日，格拉契夫在克拉斯諾戈爾斯克的維許涅夫斯基醫院死於腦膜炎，享年64歲。

## 貪污風波
在蘇聯軍隊撤出德國的過程中，格拉契夫被指控貪污，還被冠上了「帕夏梅赛德斯」（Pasha Mercedes）的綽號，暗諷身材矮小的格拉契夫就像是奧斯曼帝國皇帝一樣。俄國記者德米特里·霍洛多夫是深入調查格拉契夫貪污醜聞的一位人物，卻於1994年被人用設有詭雷的手提箱炸死，後來有6人被起訴參與本次謀殺，其中四人還是格拉契夫的部下，但最终他們都被無罪釋放。

## 大眾文化
在俄國電影《House of Fools》中曾有一位飾演格拉契夫的角色曾諷刺地說出下述對白：「戰車團的指揮官各個都是白痴，應該派步兵領頭，後面跟著戰車才對。」

## 資料來源
1. ↑  （英文）War Scare: Russia and America on the Nuclear Brink by Peter Vincent Pry
2. ↑  （英文）The War in Chechnya: Implications for Military Reform and Creation of Mobile Forces 的存檔，存档日期2008-06-12.
3. ↑  （英文）Botched operation. (Russian troops in Chechnya) (Editorial) （页面存档备份，存于）, The Nation, January 1995
4. ↑  （英文）Why the Russian Military Failed in Chechnya 的存檔，存档日期2007-09-28., Foreign Military Studies Office, December 1996
5. ↑  （英文）Grozny rebels braced for final assault, The Independent, January 13, 1996
6. ↑  （英文）Why It All Went So Very Wrong （页面存档备份，存于）, TIME, January 16, 1995
7. ↑  （俄文） Экс-министр обороны Павел Грачев, уволен сегодня с должности советника гендиректора «Рособоронэкспорта», которую он занимал на протяжении последних 10-ти лет. （页面存档备份，存于）, Ekho Moskvy, 25.04.2007
8. ↑  （俄文）. Interfax. 2012-09-24  [2012-09-24]. （原始内容存档于2012-12-27）.
9. ↑  （英文）. Radio Free Europe/Radio Liberty. 2012-09-23  [2012-09-23]. （原始内容存档于2016-03-04）.
10. ↑  （英文）Pavel Grachev: General and politician who came unstuck in Chechnya  （页面存档备份，存于）

## 外部連結
- Grachev: Here for a While, The Moscow Times, July 13, 1995
- Pavel Grachev: Disgraced but Indispensable, The Jamestown Foundation, May 3, 1996
- Pavel Grachev （页面存档备份，存于）, RusNet, 03.12.2003

| 官衔                                       | 官衔                         | 官衔                                             |
| ------------------------------------------ | ---------------------------- | ------------------------------------------------ |
| 前任： 鮑利斯·尼古拉耶維奇·葉爾辛 （代理） | 俄罗斯联邦國防部長 1992-1996 | 繼任： 米哈伊尔·彼特罗维奇·科列斯尼科夫 （代理） |